# Trophée Paul Haeberlin
 (juillet 2025).
Motif : Il ne semble pas y avoir de sources au-delà de la région. Ce concours semble par ailleurs avoir disparu, aucune édition n’ayant été organisée depuis 2021 et le site officiel n’étant plus tenu à jour.
- Archive Wikiwix
- Bing
- Cairn
- DuckDuckGo
- E. Universalis
- Gallica
- Google
- G. Books
- G. News
- G. Scholar
- Persée
- Qwant
- (zh) Baidu
- (ru) Yandex
- (wd) trouver des œuvres sur Wikidata

| 1. | Préciser le motif de la pose du bandeau. | Précisez le motif de la pose du bandeau en utilisant la syntaxe suivante : {{admissibilité à vérifier\|date=juillet 2025\|motif=remplacez ce texte par le motif}}                           |
| 2. | Informer les utilisateurs concernés.     | Pensez à avertir le créateur de l'article, par exemple, en insérant le code ci-dessous sur sa page de discussion : {{subst:avertissement admissibilité à vérifier\|Trophée Paul Haeberlin}} |

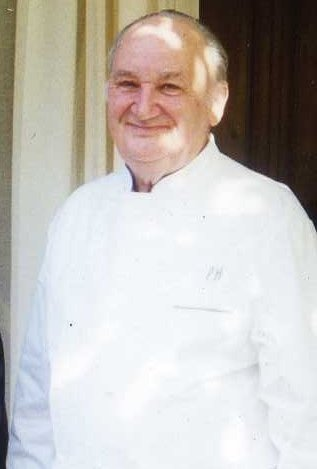
Paul Haeberlin (1923-2008)

Le Trophée Paul Haeberlin est un concours gastronomique, créé en 2010 en hommage au célèbre chef qu'était Paul Haeberlin.

## Histoire
À l’instar des Bocuse d'Or, le trophée est décerné tous les deux ans, à l’issue d'épreuves qui se déroulent pendant le salon de l’équipement, de la gastronomie, de l’agroalimentaire, des services et du tourisme (EGAST), un salon professionnel qui a lieu depuis 1986 au Parc des expositions de Strasbourg.
C’est le seul concours gastronomique international qui réunit des équipes composées d’un cuisinier, d’un maître d’hôtel et d’un sommelier travaillant dans le même établissement.
Pour l'année 2020, le trophée se déroulera à Mulhouse, pour une édition innovante enrichie de nouvelles épreuves et ouverte au public.

## Déroulement

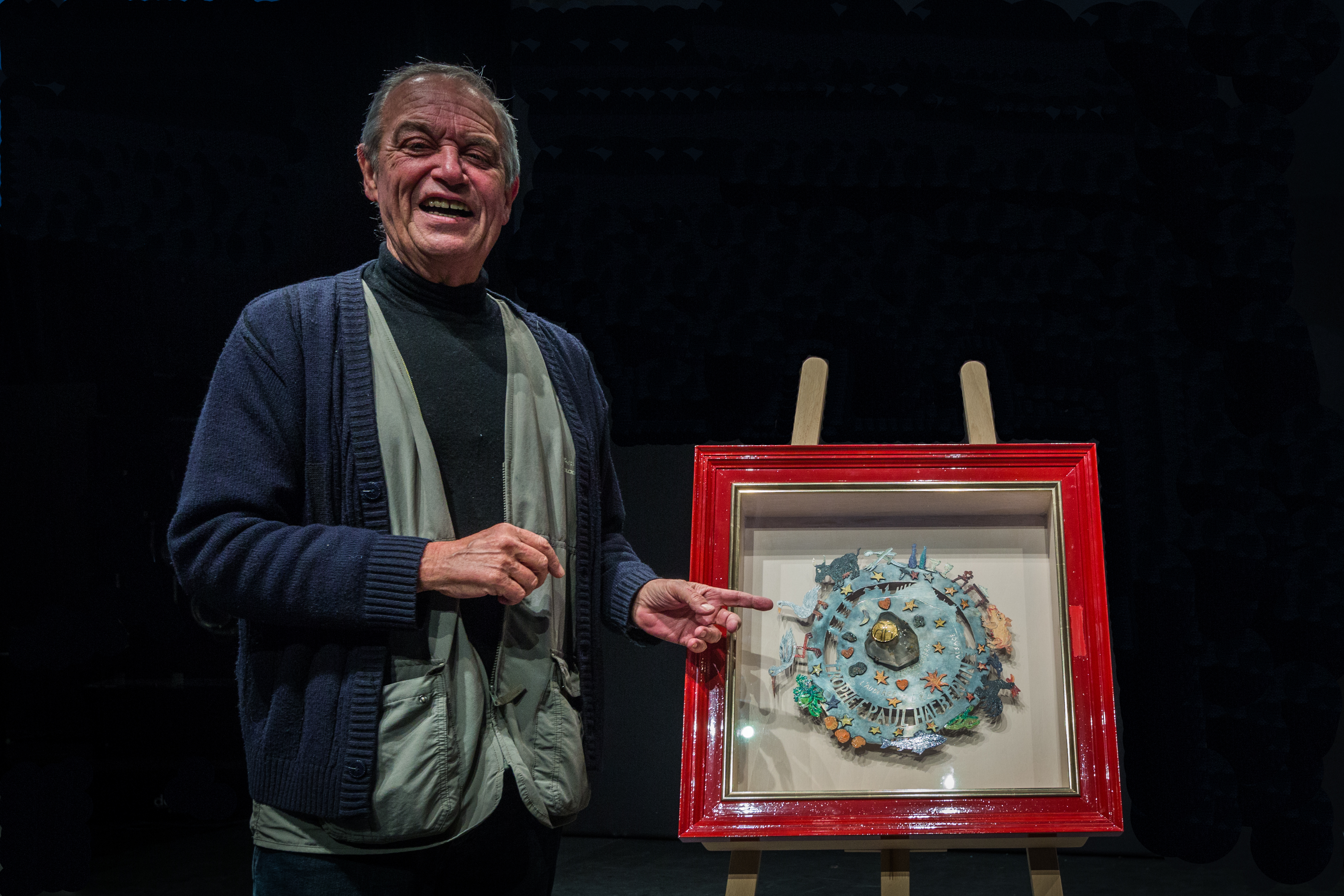
L’artiste Raymond Waydelich présente le Trophée Paul Haeberlin dont il est le créateur

Après une première sélection sur dossier, six équipes, composées d’un cuisinier, d’un sommelier et d’un maître d'hôtel, s’affrontent sur trois épreuves : cuisine, sommellerie et restaurant.
Le jury est composé de deux chefs de cuisine de renommée internationale, de deux sommeliers distingués aux échelons national et international, de deux maîtres d’hôtel (Meilleur ouvrier de France), ainsi que de deux candides choisis parmi des personnalités du monde des arts, du spectacle, de la politique, de l’entreprise partenaires du trophée. 
Pour 2014, le jury de dégustation est composé de :
- Pour l’épreuve cuisine : Régis Marcon, chef de cuisine, trois étoiles Michelin et Bocuse d'Or 1995 et Hiroyuki Hiramatsu, chef de cuisine, une étoile Michelin, Tokyo.
- Pour la sommellerie : Philippe Faure-Brac, meilleur sommelier du monde 1992, et Paolo Basso, meilleur sommelier du monde 2013.
- Pour le service en salle : Denis Courtiade, directeur de restaurant au Restaurant Alain Ducasse au Plaza Athénée à Paris, trois étoiles Michelin, et Président fondateur de l'association Ô Service - Des talents de demain et Serge Schaal, directeur de restaurant, La Fourchette des Ducs à Obernai, deux étoiles Michelin.

Thème du concours 2014 : turbot sauvage braisé servi entier, avec peau et arêtes, accompagné d’un soufflé chaud de crustacés servi en pommes de terre individuelles, sauce aux herbes pour huit personnes.
L’équipe victorieuse emporte pour deux ans le Trophée Paul Haeberlin, et se voit attribuer la somme de 15 000 euros ainsi qu’un trophée miniature pour chaque membre de l’équipe.
Le Trophée Paul Haeberlin est une œuvre d’art, imaginée par l’artiste Raymond Waydelich, et par le bijoutier-joaillier sélestadien Jean-Louis Roelly.

## Palmarès
- 2010 : équipe Bagatelle (Norvège), composée du cuisinier français Jocelyn Deumié, du sommelier norvégien Robert Lie, de la maitre d’hôtel norvégienne Magdalena Rosenblad.

- 2012 : équipe du restaurant La Cuisine de l’Hôtel Royal-Monceau Raffles Paris (France), composée du cuisinier alsacien Sébastien Prenot, du maître d’hôtel franco-libanais Ahmad Houmani et du sommelier alsacien Jonathan Bauer-Monneret.

- 2014 : équipe de La Pyramide de Patrick Henriroux à Vienne (Isère)[3], composée de Benjamin Patissier, Michael Bouvier et Frédéric Schaetzel
- 2016 : équipe Le flocon de sel à Megève.
- 2018 : équipe La casserole à Strasbourg.